# Maupertuis
Maupertuis é uma comuna francesa na região administrativa da Normandia, no departamento Mancha. Estende-se por uma área de 5,46 km². Em 2010 a comuna tinha 142 habitantes (densidade: 26 hab./km²).